# Pianura (Nápoles)
Pianura es un barrio de la ciudad de Nápoles, en Italia. Forma parte de la Municipalità 9 junto a Soccavo. Situado en el extremo occidental de la ciudad, limita con los siguientes barrios: al sudeste con Soccavo, Chiaiano y Arenella, y al sur con Fuorigrotta y Bagnoli. Además, también limita con los municipios de Quarto, Marano di Napoli y Pozzuoli.

## Etimología
El topónimo deriva de su territorio llano y rodeado de colinas: de hecho, pianura significa "llanura" en italiano.

## Historia

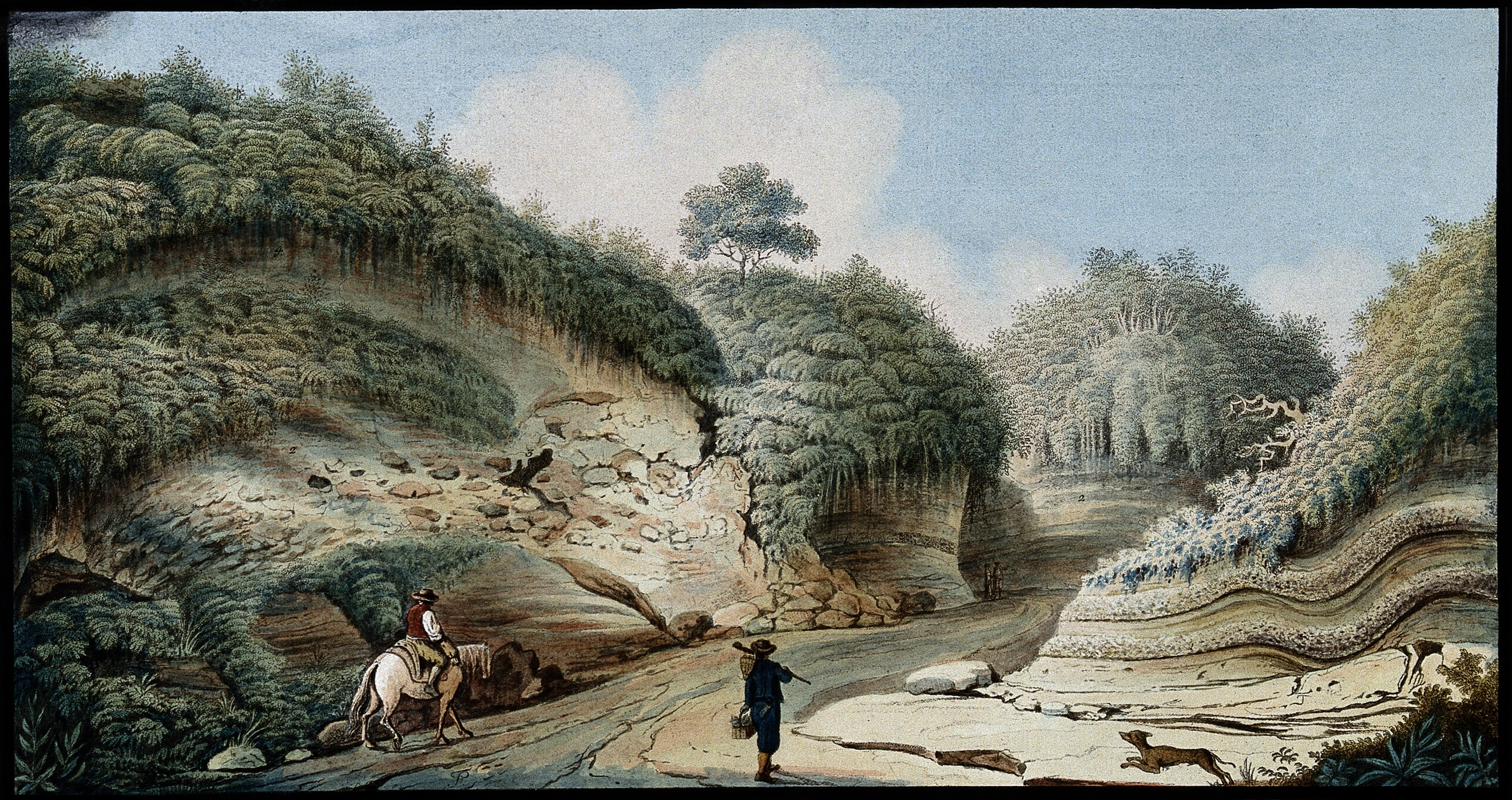
Pianura en un aguafuerte de Pietro Fabris, 1776.

Originalmente, el núcleo de población se desarrolló en el siglo XIII, en torno a una comunidad de trabajadores empleados en la excavación, corte y transporte de piperno, una piedra muy dura ampliamente utilizada para pavimentar las calles de Nápoles y sus alrededores, y para embellecer los palacios nobiliarios, incluidos los reales.
La cantera de piperno, que está en desuso desde hace al menos un siglo, atraviesa la colina de Camaldoli saliendo en Soccavo (de ahí el nombre original de este barrio: sub cava, "bajo la cantera" en latín).
Pianura fue un municipio autónomo hasta que fue incorporado a Nápoles en 1926.

## Monumentos y sitios de interés
El centro histórico de Pianura representa el núcleo del barrio y se caracteriza por la presencia de algunos típicos bassi. Acoge numerosas actividades comerciales de antigua tradición.
En la plaza central, Piazza San Giorgio, se levanta la homónima iglesia monumental, cuya fundación se remonta al siglo XIII. A comienzos del siglo XVI, se inició la construcción de la iglesia actual sobre el antiguo templo, gracias a las ofertas de los fieles. Las obras se completaron entre 1587 y 1676; en 1822 se registró la finalización de la escalera de acceso. La fachada presenta dos órdenes que terminan en un tímpano triangular; en el nivel inferior se abre una serliana, mientras que en la superior dos parejas de lesenas enmarcan un rosetón. En la plaza se encuentra también el monumento al soldado desconocido.
Otra iglesia es la de Sant'Antonio Abate, construida en 1872 por voluntad del conde Giuseppe de Grassi. Como otras iglesias de la zona, fue excavada en la roca, en concreto en una cantera de tufo. Alberga unos frescos, un altar mayor y estucos. Algunas columnas separan otro ambiente, cuyo uso es desconocido.
No lejos del centro se encuentra la "Pequeña Lourdes" (Piccola Lourdes), un lugar de oración al aire libre, así llamado por su parecido con el Santuario de Lourdes.
Sitios de interés en el barrio también son la Torre Lupara, ubicada a 80 metros sobre el nivel del mar, y el centro religioso dedicado a don Justino Russolillo, nativo de Pianura y fundador de la Orden de los Padres Vocacionistas, siendo este un lugar de peregrinación.

### Sitios arqueológicos

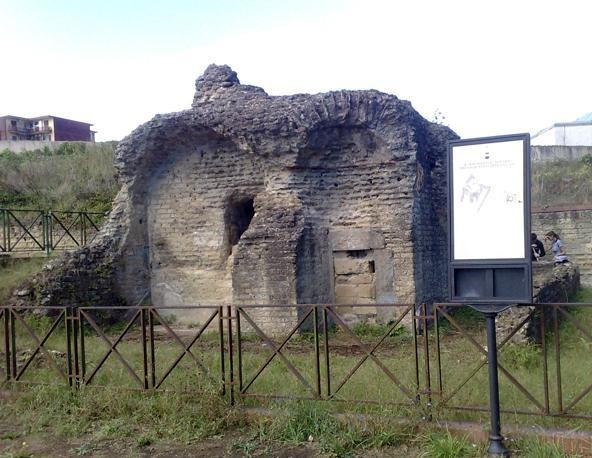
Mausoleo.

La antigua localidad de Pianura se encontraba en el camino hacia Cumas, así que hay varios sitios arqueológicos en su territorio. Por debajo de la masía "Monteoliveto", durante unas obras de acondicionamiento, se hallaron cimientos estratificados, el último de los cuales podría ser de origen samnita.
Además, en el barrio se encuentran mausoleos y los vestigios de antiguas termas romanas, con los tres cuartos típicos de las instalaciones de la época imperial, es decir caldarium, frigidarium y tepidarium, completamente cubiertos de alabastro.
En 2020, en la masía "Grande", fue encontrada una gran villa romana del siglo I, construida probablemente sobre un edificio preexistente del siglo III-II a. C. Se trata de un amplio complejo, con 20 habitaciones, dos grandes patios con columnatas, termas, cocinas y salones de banquetes. También se hallaron jarrones y monedas romanas.

## Transporte

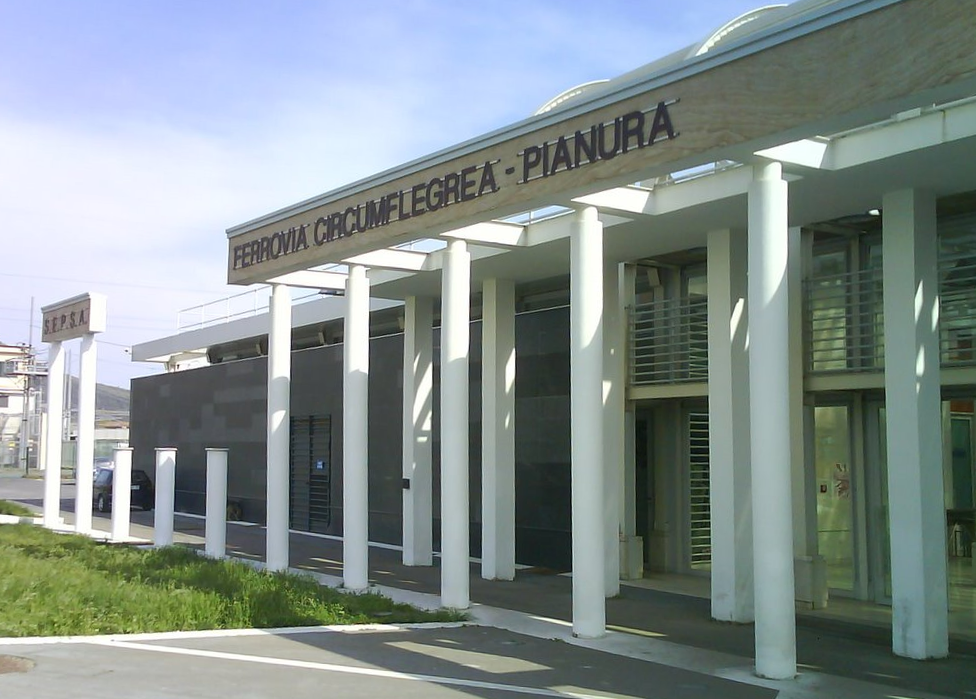
Estación Pianura de la Circumflegrea.

Las salidas de la Tangenziale di Napoli (Autopista A56) más cercanas son Fuorigrotta, Vomero y Agnano. El barrio está conectado con el Vomero mediante un cinturón vial.
En el territorio de Pianura hay tres estaciones de la línea de ferrocarril Circumflegrea: La Trencia, Pianura y Pisani.
El barrio es servido por las líneas de autobús 112, 633 y R6 de ANM (Azienda Napoletana Mobilità) que lo conectan con Soccavo, Vomero, Fuorigrotta, Agnano, Chiaia y por la ex CTP que lo conectan con los municipios de Quarto y Pozzuoli.
El eje principal de Pianura es la calle Via Montagna Spaccata, que une Nápoles con Quarto. Otras calles importantes son Via Provinciale Napoli, que empieza en Via Montagna Spaccata y atraviesa el interior del barrio, y Via Sartania, que conecta Pianura con Agnano y Via Pisani.